# モンテヴェッキア
モンテヴェッキア（伊: Montevecchia）は、イタリア共和国ロンバルディア州レッコ県にある、人口約2,700人の基礎自治体（コムーネ）。

## 地理

### 位置・広がり
レッコ県南部のコムーネ。県都レッコから南へ17km、ベルガモから西へ23km、州都ミラノから北北東へ31kmの距離にある。

#### 隣接コムーネ
隣接するコムーネは以下の通り。
- チェルヌスコ・ロンバルドーネ
- ラ・ヴァッレッタ・ブリアンツァ
- メラーテ
- ミッサーリア
- オルジャーテ・モルゴラ
- オズナーゴ

### 気候分類・地震分類
気候分類では、zona E, 2750 GGに分類される。
また、イタリアの地震リスク階級 (it) では、zona 3 (sismicità bassa) に分類される。

## 行政

### 分離集落
モンテヴェッキアには、以下の分離集落（フラツィオーネ）がある。
- Ostizza, Spiazzolo, Valfredda
- Località: Brughé, Ceresé, Palazzetto, Passone, Pertevano, Piazza-Ghisalba, Quattro Strade